# Dusona dimidiata
Dusona dimidiata là một loài tò vò trong họ Ichneumonidae.